# (6248) 1991 BM2
(6248) 1991 BM2 là một tiểu hành tinh vành đai chính. Nó được phát hiện bởi Zdeňka Vávrová ở Đài thiên văn Kleť gần České Budějovice, Cộng hòa Séc, ngày 17 tháng 1 năm 1991.